# نادي الدحيل
نادي الدحيل الرياضي هو نادٍ قطري محترف متعدّد الرياضات، يقع مقرّه في العاصمة القطرية الدوحة، تأسَّس رسميًا عام 2009 باسم "نادي لخويا الرياضي" وتغيّر اسمه لاحقا إلى «نادي الدحيل الرياضي». يلعب الفريق ضمن مصاف أندية دوري نجوم قطر، وهو أحد أكثر الأندية تحقيقًا للألقاب على المستوى المحلّي في السنوات الأخيرة.
كانت انطلاقته في دوري الدرجة الثانية القطري الذي لعب فيه لموسم واحد، سرعان ما صعد بعده لدوري نجوم قطر بداية من موسم 2010–11 ومنذ ذلك الحين وهو يلعب في مصاف الكبار.
لدى إدارة النادي طموح كبير في مجال الرياضة عامة وكرة القدم خاصة وتعمل جاهدة على وضع الخطط والاستراتجيات للمدى القريب والبعيد لشريحة كبيرة من الشباب من خلال تشجيعهم وتحفيزهم ورعايتهم وذلك لبناء جيل رياضي قوي ومنحهم المزيد من الفرص لكي يبدعوا في كل المجالات الرياضية وخلق مستقبل مشرق لهم

## تاريخ
في عام 2017 صدر قرار بدمج نادي لخويا مع نادي الجيش (الذي تأسس عام 2007) تحت مسمى نادي الدحيل، حيث استحوذ لخويا على الجيش بموافقة الأخير وتحوّلا لفريق واحد تحت مسمّى الدحيل؛ وهي المنطقة التي ينتميان لها داخل العاصمة القطرية الدوحة.

## تشكيلة الفريق
ملاحظة: تشير الأعلام إلى المنتخب الوطني على النحو المحدد في قواعد الأهلية للفيفا. قد يحمل اللاعبون أكثر من جنسية واحدة غير تابعة للفيفا.
| الرقم | البلد    | المركز | اللاعب           |
| ----- | -------- | ------ | ---------------- |
| 1     | قطر      | حارس   | صلاح زكريا       |
| 3     | البرازيل | مدافع  | لوكاس فيريسيمو   |
| 4     | قطر      | مدافع  | محمد عماد        |
| 5     | قطر      | مدافع  | بسام الراوي      |
| 7     | قطر      | وسط    | إسماعيل محمد     |
| 8     | قطر      | وسط    | إدميلسون جونيور  |
| 10    | إسبانيا  | وسط    | لويس ألبرتو      |
| 11    | قطر      | مهاجم  | المعز علي        |
| 12    | قطر      | وسط    | كريم بوضياف      |
| 14    | كينيا    | مهاجم  | مايكل أولونغا    |
| 18    | قطر      | مدافع  | سلطان البريك     |
| 19    | فرنسا    | وسط    | بنجامين بوريجو   |
| 20    | قطر      | وسط    | عبد الله الأحرق  |
| 22    | فرنسا    | مدافع  | إبراهيما بامبا   |
| 23    | قطر      | وسط    | أحمد عبد المقصود |

| الرقم | البلد       | المركز | اللاعب                            |
| ----- | ----------- | ------ | --------------------------------- |
| 24    | قطر         | مدافع  | همام الأمين                       |
| 25    | قطر         | مهاجم  | مبارك حمزة U21                    |
| 27    | فرنسا       | وسط    | إبراهيما ديالو                    |
| 28    | قطر         | مهاجم  | محمد الماجد U21                   |
| 29    | قطر         | مهاجم  | راشد العبد الله U21               |
| 30    | الأرجنتين   | حارس   | باوتيستا بوركي (معار من الشحانية) |
| 31    | قطر         | وسط    | عبد الله محسن U21                 |
| 34    | قطر         | وسط    | مؤيد وليد U21                     |
| 40    | قطر         | وسط    | عبد الله ثابت U21                 |
| 44    | قطر         | وسط    | عبد العزيز أبو شنب U21            |
| 48    | قطر         | وسط    | فهد أبو حمدة U21                  |
| 66    | دولة فلسطين | حارس   | خالد إيجاز U21                    |
| 77    | قطر         | مدافع  | غانم المنهالي U21                 |
| 96    | قطر         | حارس   | أمير حسن U21 (معار من العربي)     |

### المعارون
ملاحظة: تشير الأعلام إلى المنتخب الوطني على النحو المحدد في قواعد الأهلية للفيفا. قد يحمل اللاعبون أكثر من جنسية واحدة غير تابعة للفيفا.
| الرقم | البلد | المركز | اللاعب                                    |
| ----- | ----- | ------ | ----------------------------------------- |
| 6     | قطر   | وسط    | خالد محمد (معار إلى نادي الوكرة)          |
| 15    | قطر   | مدافع  | محمد النعيمي (معار إلى نادي الشمال)       |
| 16    | قطر   | وسط    | عبد العزيز محمد (معار إلى نادي الشمال)    |
| 17    | قطر   | وسط    | عبد الرحمن مصطفى (معار إلى النادي الأهلي) |
| 21    | قطر   | وسط    | فارس سعيد U21 (معار إلى نادي الخور)       |
| 41    | قطر   | وسط    | أحمد رياض (معار إلى نادي الخور)           |

| الرقم | البلد | المركز | اللاعب                                     |
| ----- | ----- | ------ | ------------------------------------------ |
| 99    | قطر   | حارس   | شهاب الليثي (معار إلى نادي الشحانية)       |
| --    | قطر   | مدافع  | يوسف أيمن (معار إلى الأهلي المصري)         |
| --    | قطر   | وسط    | صهيب جنان U21 (معار إلى نادي الشمال)       |
| --    | قطر   | مهاجم  | لطفي ماجر (معار إلى نادي الشحانية)         |
| --    | قطر   | مهاجم  | تحسين جمشيد U21 (معار إلى نادي ألكوركون ب) |

## الألقاب والإنجازات
دوري نجوم قطر
- البطل (8): 2010–11، 2011–12، 2013–14، 2014–15، 2016–17، 2017–18، 2019–20، 2022–23.[13]

كأس قطر
- البطل (3): 2015، 2018، 2023.[13]

كأس الشيخ جاسم
- البطل (2): 2015، 2016.[13]

كأس أمير قطر
- البطل (4): 2016، 2018، 2019، 2022.[13]

كأس ولي العهد
- البطل (1): 2013.[13]

كأس أوريدو
- البطل (1): 2023.[13]

## الطاقم الإداري

### أعضاء مجلس الإدارة
- رئيس مجلس الإدارة: خليفة بن حمد آل ثاني.[14]

- نائب الرئيس:خليفة خميس السليطي.
- المدير التنفيذي: عدنان محمد العلي

### الهيكل الاداري
- المدير التنفيذي: عدنان محمد العلي.[14][15]
- المسؤول الرياضي:فرج صالح المري
- مسؤول التسويق:نديم حسين عبدالله
- المسؤول الإعلامي:محمد بشير السليطي
- مدير الفريق:إسماعيل أحمد
- المسؤول الجماهيري:نديم حسين
- إداري الفريق:فيصل موسى البلوشي

### الجهاز الفني للفريق الأول
- المدير الفني: هيرنان كريسبو.[15]
- مساعد المدرب: سيبستيان دومينغو
- مساعد المدرب: نيكولاس دومينغو
- مدرب الحراس: غوستافو نيبوتي
- مدرب اللياقة: ينرستو كولمان
- مدرب اللياقة:  جوزي روك كوستا

### الجهاز الطبي للفريق الأول
- طبيب الفريق: مراد المقراني.[15]
- اخصائي العلاج الطبيعي: بيدرو ميغيل سيلفا
- اخصائي العلاج الطبيعي:صابر زيدي

## وصلات خارجية
- موقع كورة